# 對偶多面體

正方体的对偶多面体是正八面体

在幾何學，對偶多面體指的是兩種多面體間的一種關聯。若一個多面體的頂點能對應到另一個多面體的面，且每個與兩頂點相連的邊能對應到與兩面相鄰的邊，則這兩個多面體互為對偶多面體。任何多面體都可以定義其對偶多面體，其基本屬性也都能被明確定義，例如一個多面體的有多少面，對偶多面體就會有多少頂點，但一個具體存在的多面體其對應的對偶多面體不一定能被具體構造。對偶多面體也可以作為一種多面體變換，這個多面體變換的完的像就是找出給定多面體的對偶多面體。對偶變換滿足對合律，也就是說對偶多面體的對偶多面體等於自身。
兩個互為對偶的多面體擁有相同的對稱性，也因此許多由對稱性定義的多面體類，其對偶多面體仍屬於同一個多面體類，例如凸正多面體的對偶多面體還是柏拉圖立體、星形正多面體的對偶多面體還是星形正多面體。

## 對偶的種類
多面體的對偶多面體有多種種類。最常見的是極點與極線的互換性和拓樸或抽象的對偶性。一種最簡單的定義就是若一種多面體的每個頂點均能對應到另一種多面體上的每個面的中心，它就是對方的對偶多面體。

### 極點與極線互換
在歐幾里得空間中，多面體{\displaystyle P}的對偶多面體可以基於一個已知的球之極點與極線互換來定義。在這個定義下，多面體的每個頂點（極點）都與一個平面（極平面）相關聯，每個頂點都在一個平面之上，使得由中心向頂點的射線都和平面垂直，且中心和每點的距離的平方等於半徑的平方。
若球體的半徑為{\displaystyle r}且幾何中心位於原點（此時球的方程式可以寫為{\displaystyle x^{2}+y^{2}+z^{2}=r^{2}}），則多面體{\displaystyle P}的極點對偶可以定義為：
其中，{\displaystyle q\cdot p}表示{\displaystyle q}和{\displaystyle p}的內積。
若多面體{\displaystyle P}的面之方程式為：
{\displaystyle x_{0}x+y_{0}y+z_{0}z=r^{2}}
則對應對偶多面體{\displaystyle P^{\circ }}的頂點座標為{\displaystyle (x_{0},y_{0},z_{0})}。類似地，所有{\displaystyle P}的頂點也可以用同樣的方式表達為{\displaystyle P^{\circ }}的面。
相應的對偶多面體的頂點就是原來多面體的面的對應，而對偶多面體的面就是原來多面體的頂點的對應。另外，相鄰頂點定義出的棱能對應出兩個相鄰面，這些面的相交線亦定義出對偶多面體的一條棱。
對於具有對稱中心的多面體，取對偶所用的球體通常使用以該點為球心的球體，如多爾曼盧克構造（下文提到）。如果多面體無對稱中心，但有外接球、內切球或中分球，那麼這個多面體也有以使用這個方法來取對偶。而取對偶時也可以使用任意球體，由此產生的對偶多面體形式將取決於球體的大小和位置，隨著球體的變化，對偶多面體形式也會隨之變化。
這個對偶的概念和射影幾何中的對偶相關。

## 推廣
這些規則能一般化到{\displaystyle n}維空間，以定義出對偶多胞形。多胞形的頂點能對應到對偶者的{\displaystyle n-1}維的元素，而{\displaystyle j}點能定義{\displaystyle j-1}維元素，該元素能對應到{\displaystyle j}超平面，{\displaystyle j}超平面相交的位置能給出一個{\displaystyle n-j}維元素。堆砌的對偶也能以近似方式定義。

## 自身對偶多面體
在拓撲學上，自身對偶多面體是指對偶多面體在拓撲上與原始多面體相等的多面體，並具相同的面、邊和頂點的連接方式。理論上，自身對偶多面體和其對偶多面體會有相同的哈斯圖。
幾何學上的對偶多面體不止要滿足拓撲對偶多面體的定義，其要正好是關於某一個點的極倒數，通常是關於其幾何中心。幾何的自身對偶多面體會與其對偶多面體相似。例如正四面體是一個自身對偶多面體，其對偶多面體是另外一個正四面體，點對稱於其幾何中心。